# JSJ-Zerlegung
Die Jaco-Shalen-Johannson-Zerlegung, abgekürzt JSJ-Zerlegung, benannt nach William Jaco, Peter Shalen und Klaus Johannson, ist eine Aussage aus der Topologie der 3-Mannigfaltigkeiten.

## Aussage
Sie besagt, dass jede irreduzible 3-dimensionale Mannigfaltigkeit eine (bis auf Isotopie) eindeutige Seifert-gefaserte Untermannigfaltigkeit mit atoroidalem Komplement besitzt. Diese wird auch als charakteristische Untermannigfaltigkeit bezeichnet.

## Beweis
Der Beweis wurde 1979 von William Jaco und Peter Shalen  sowie,  unabhängig von diesen, von Klaus Johannson durchgeführt.

## Konsequenzen
Die JSJ-Zerlegung ist eine wichtige Voraussetzung für die Geometrisierung von 3-Mannigfaltigkeiten. Jede Seifert-gefaserte Mannigfaltigkeit lässt sich geometrisieren, und die von Grigori Perelman bewiesene Thurston-Vermutung besagt, dass jede atoroidale irreduzible 3-Mannigfaltigkeit eine hyperbolische Metrik trägt.